# Белославское озеро
Белославское озеро (также озеро Белослав, Гебедженское озеро) — солоноватый водоём к западу от города Варна в Болгарии. Площадь водоёма составляет от 4 до 10 км² при ширине 0,5-3,5 км. Максимальная глубина составляет 14 м. В западной части озера в него впадают реки Девня и Провадийска. Водоём связан построенным навигационным каналом с Варненским озером. В западной части водоёма, возле города Девня, расположен Западный терминал порта Варна.

## История
До 1974 года водоём был пресноводным озером. Годом позже было начато расширения порта Варны и запланировано строительство нового Западного терминала в акватории Белославского озера. Для этого был построен навигационный канал, связавший Белославское озеро с прилегающим Варненским озером, которое, в свою очередь, сообщается с Варненским заливом Чёрного моря. В настоящее время вода в водоёме солоноватая, солёность составляет около 10 ‰.